# Anthrax niveicaudus
Anthrax niveicaudus är en tvåvingeart som först beskrevs av Enrico Adelelmo Brunetti 1920.  Anthrax niveicaudus ingår i släktet Anthrax och familjen svävflugor. Inga underarter finns listade i Catalogue of Life.